# Богатырь (Донецкая область)
Богаты́рь (укр. Багатир) — село в Волновахском районе Донецкой области Украины.

## Население
Население по данным всеукраинской переписи 2001 года составляло 1695 человек.

## История
Село было основано выселенными в 1778 году из одноимённого селения в Крыму 63-мя греческими семьями (вместе с выходцами из села Лаки).
В советское время в селе действовал колхоз имени Жданова (ранее — колхоз «Красный богатырь») Великоновосёлковского района. В этом колхозе трудились Герои Социалистического Труда председатель колхоза Михаил Сергеевич Тамаш, звеньевые Агафья Харлампиевна Атаманова и Ирина Николаевна Тимощенко.
До 2020 года село Богатырь входило в состав Великоновосёловского района, который был упразднён в результате административно-территориальной реформы.
17 мая 2025 года, в ходе битвы за Донбасс, ВС РФ захватили село.